# 武光樽
武光樽，雲南省臨安府建水縣人，清朝政治人物、同進士出身。
光緒十八年，登進士壬辰科三甲第159名，授江西署湖口县知县。后因拖欠公款，被革職。